# Masarykova základní škola Plzeň
Masarykova základní škola byla postavena na Jiráskově náměstí v Plzni podle projektu plzeňského architekta Hanuše Zápala. 

## Historie
První návrh stavby vznikl již v roce 1915, ale kvůli vypuknutí války se nerealizoval a nakonec byl použit pozdější a úspornější projekt z roku 1919. Jelikož se jednalo o první novostavbu školní budovy v Plzni po vzniku Československa, požádalo vedení města prezidenta Tomáše Garrigua Masaryka, zda by škola mohla nést jeho jméno, a následně byl za jeho účasti dne 2. října 1921 slavnostně položen základní kámen. Výstavba probíhala od roku 1921 do roku 1923 a 1. února 1923 započala v nově postavené budově výuka.
Od 12. května 2003 je budova nemovitou kulturní památkou.

## Popis stavby
Školní budova byla postavena ve stylu národního dekorativismu s výraznými kubistickými prvky. Jedná se o nejvýznamnější příklad Zápalovy tvorby ovlivněné kubismem. Na stavbě se podílela plzeňská stavební firma Müller & Kapsa. 
Třípodlažní budova na půdorysu písmene U je charakterizována vyšším středovým rizalitem se štítem a pilastry, v této části se nacházejí místnosti vedení školy a tělocvična. Místnosti vedení školy byly vybaveny atypickým nábytkem v barvách odpovídajících fasádě. Pozoruhodným prvkem interiéru je schodiště v kubistickém stylu, jehož pilíře jsou zdobeny krychlemi postavenými na špičku. Ve vstupní hale se nachází busta Tomáše Garrigua Masaryka. Průčelí má dvoubarevnou omítku a stojí na soklu z přírodního kamene. V pravém nároží je při vnějším schodišti zasazen základní kámen. Ke středové části budovy přiléhají dvě téměř identická křídla s vlastními vchody, určenými pro chlapeckou a dívčí základní školu. Jejich vstupní portály zdobí osmiúhelníkové sloupy a trojúhelníkový štít, v tympanonech jsou umístěny nápisy Hoši a Dívky, doplněné dětskými sousošími z umělého kamene, která na základě vítězství v sochařské soutěži vytvořil akademický sochař Otokar Walter ml. Nad vchodem do dívčí části školy jsou dvě skupinky hrajících si dívek, nad vchodem chlapeckým dvě skupinky sportujících chlapců. Sousoší byla osazena v roce 1924.